# إد كوتر
إد كوتر (بالإنجليزية: Ed Cotter)‏ هو لاعب كرة قاعدة أمريكي، ولد في 4 يوليو 1904 في هارتفورد في الولايات المتحدة، وتوفي بنفس المكان في 14 يونيو 1959.

## وصلات خارجية
- إد كوتر على موقعبيزبول رفرنس.كوم (الدوري الرئيسي) (الإنجليزية)